# Anthophora hedini
Anthophora hedini är en biart som beskrevs av Johann Dietrich Alfken 1936. Anthophora hedini ingår i släktet pälsbin, och familjen långtungebin. Inga underarter finns listade i Catalogue of Life.